# Roderick Briffa
Roderick Briffa (* 24. August 1981 in Valletta) ist ein maltesischer Fußballnationalspieler.
Briffa begann das Fußballspielen bei örtlichen Fußballclubs in Valletta, von wo aus er zum FC Birkirkara wechselte. Dort wurde er zweimal maltesischer Meister. In der Saison 2001/02 wurde er für eine Saison zu den Pietà Hotspurs ausgeliehen. Im Sommer 2007 ging er zu den Sliema Wanderers, wo er zwei erfolgreiche Spielzeiten absolvierte. Im Sommer 2009 wechselte er zum FC Valletta. Nach insgesamt acht Jahren in Valletta wechselte er im Sommer 2017 weiter zu Gzira United. Seit August 2019 spielt er wieder für Birkirkara.
Sein erstes Länderspiel für die Nationalmannschaft Maltas bestritt der Abwehrspieler 2001. Am 17. November 2018 bestritt er im Nations-League-Spiel gegen das Kosovo sein 100. Länderspiel. In diesen Spielen ist aber ein Spiel gegen die U-21-Mannschaft der Republik Moldau enthalten, das von der FIFA nicht mitgezählt wird. Sein bisher einziges Länderspieltor erzielte er 2012 gegen Tschechien in der Qualifikation für die WM 2014.

## Erfolge
- Maltesischer Meister: 2000, 2006, 2011, 2012, 2014, 2016
- Maltesischer Pokalsieger: 2003, 2005, 2009, 2010, 2014
- Maltesischer Superpokalsieger: 2003, 2004, 2005, 2006, 2009, 2010, 2011, 2012, 2016